# NEFERT

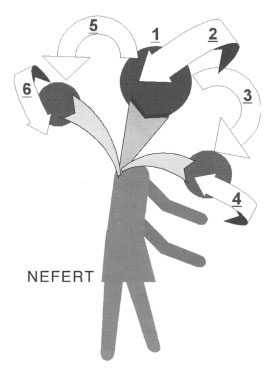
Grafische Darstellung des Untersuchungsverfahrens

NEFERT (Neck Flexion Rotation Test) ist ein im Jahr 1998 vom deutschen Neurootologen Claus-Frenz Claussen entwickeltes medizinisches Untersuchungsverfahren.

## Nutzen
Das Verfahren dient der Untersuchung innerkörperlicher Bewegungsunterschiede zwischen Kopf und Körper, speziell an dem Kopfgelenk und der unteren Halswirbelsäule. Mit der Methode können Verstauchungen des Nackens, steife Nacken sowie das Schleudertrauma diagnostiziert werden.

## Methode
Der Test besteht aus sechs Bewegungsabläufen, die auch in vier Phasen eingeteilt werden können. Die Bewegungsabläufe werden vom Patienten in stehender Position ausgeführt.
1. (Phase I) Innerhalb eines Zeitraums von 20 Sekunden dreht der Patient seinen Kopf mehrfach so weit wie möglich von links nach rechts und von rechts nach links.
2. (Phase II) Der Patient beugt den Kopf so weit wie möglich nach vorne.
3. In vorgebeugter Position dreht der Patient seinen Kopf im Zeitraum von 20 Sekunden mehrfach so weit wie möglich von links nach rechts und von rechts nach links.
4. (Phase III) Der Patient beugt seinen Kopf so weit wie möglich nach hinten.
5. In nach hinten gebeugter Position dreht der Patient seinen Kopf mehrfach innerhalb eines Zeitraums von 20 Sekunden so weit wie möglich von links nach rechts und von rechts nach links.
6. (Phase IV) Nach insgesamt 60 Sekunden nimmt der Patient wieder eine aufrechte Position ein.

Falls die Testergebnisse durch unbewusste Schulterbewegungen des Patienten verfälscht werden, wird ein zweiter Testlauf durchgeführt, bei dem die untersuchende Person mit den Händen die Schultern des Patienten festhält. Die Ergebnisse werden, beispielsweise mit Hilfe der Cranio-Corpo-Graphie, von einem Computer aufgezeichnet und graphisch ausgewertet.